# Ansun
 Ansun, född 1445, död 1499, var en koreansk drottning, gift med kung Yejong av Joseon. 
Hon valdes till kunglig konkubin 1463, var drottning under makens tretton månader långa regeringstid 1468 och änkedrottning samma år. 
När maken dog utsågs inte hennes son till näste kung. Den dåvarande seniora änkedrottningen utsåg istället en släkting till ny kung och blev hans regent, medan Anson fick bli kungens lagliga mor med titeln änkedrottning. 
När den nya kungens far fick titeln kung postumt fick hans mor Insun hederstiteln drottning och storänkedrottningen förklarade då att kungens mor skulle ha högre rang än hans adoptivmor. 
När kungens hustru avled 1474 lät de tre änkedrottningarna beställa en berömd sutra till hennes ära. 